# Capitaine Casse-Cou
Pour plus de détails, voir Fiche technique et Distribution.
Capitaine Casse-Cou (Captain Caution) est un film américain réalisé par Richard Wallace, sorti en 1940.

## Synopsis
Il est adapté du roman du même nom de Kenneth Roberts.

## Fiche technique
- Titre original : Captain Caution
- Titre français : Capitaine Casse-Cou
- Réalisation : Richard Wallace, assisté d'Harve Foster
- Scénario : Grover Jones d'après le roman de Kenneth Roberts
- Photographie : Norbert Brodine
- Musique : Phil Ohman
- Pays d'origine : États-Unis
- Format : Noir et blanc - 1,37:1 - Mono
- Genre : aventure production 20thCentury-Fox
- Durée : 86 minutes
- Date de sortie : 1940

## Distribution
- Victor Mature : Dan Marvin
- Louise Platt : Corunna
- Leo Carrillo : Argandeau
- Bruce Cabot : Slade
- Robert Barrat : Capitaine Dorman
- Vivienne Osborne : Victorine
- Miles Mander : Lieutenant Strope
- El Brendel : Slushy
- Roscoe Ates : Chips
- Andrew Tombes : Sad Eyes
- Aubrey Mather : M. Potter
- Alan Ladd : Newton
- J. Pat O'Malley : Fish Peddler
- Lloyd Corrigan : Capitaine Stannage
- Ted Osborne : Capitaine Decatur
- Pierre Watkin : Consul américain
- Bud Jamison : Blinks
- Ann Codee : Propriétaire
- John George : Marin